# Jacek Stępczak
Jacek Stępczak (ur. 30 grudnia 1963 w Kościanie) – polski duchowny rzymskokatolicki, doktor teologii fundamentalnej, redaktor naczelny „Przewodnika Katolickiego” w latach 1997–2001.

## Życiorys
Urodził się 30 grudnia 1963 w Kościanie. W latach 1982–1988 odbył studia w Arcybiskupim Seminarium Duchownym w Poznaniu i na tamtejszym Papieskim Wydziale Teologicznym. Święceń prezbiteratu udzielił mu 20 maja 1988 w Poznaniu arcybiskup Jerzy Stroba. Został inkardynowany do archidiecezji poznańskiej. W latach 1990–1995 kontynuował studia na Katolickim Uniwersytecie w Angers, w 1995 uzyskał doktorat z teologii fundamentalnej.
Pracował jako wikariusz w latach 1988–1990 w parafii Wniebowzięcia Najświętszej Maryi Panny w Środzie Wielkopolskiej, a w latach 1995–1996 w parafii Najświętszego Zbawiciela w Poznaniu. W 1995 został wykładowcą na Papieskim Wydziale Teologicznym w Poznaniu. W latach 1996–1997 był prefektem w Arcybiskupim Seminarium Duchownym w Poznaniu. W 1997 objął funkcje rzecznika prasowego Kurii Metropolitalnej w Poznaniu i redaktora naczelnego „Przewodnika Katolickiego”. Ze stanowiska redaktora naczelnego czasopisma został odwołany w 2001 po odmowie publikacji w nim oświadczenia biskupów pomocniczych i wszystkich dziekanów archidiecezji poznańskiej wyrażającego solidarność z arcybiskupem Juliuszem Paetzem, wobec którego formułowano zarzuty o seksualne napastowanie poznańskich kleryków. Dwa miesiące wcześniej, wraz z księżmi Tadeuszem Karkoszem oraz Tomaszem i Marcinem Węcławskimi, a także Pawłem Wosickim, wystosował list do biskupów polskich delegowanych do udziału w sesji Synodu Biskupów o posłudze biskupów, w którym te oskarżenia zostały zasygnalizowane. Wyjechał do Zambii, gdzie objął stanowisko rektora Diecezjalnego Seminarium Misyjnego Redemptoris Mater w Kitwe. W 2002 wydał oświadczenie, odżegnując się od tez listu z poprzedniego roku. Po powrocie do Polski został ustanowiony proboszczem parafii: Jezusa Chrystusa Najwyższego Kapłana w Czarnkowie (2008–2010), św. Józefa w Środzie Wielkopolskiej (2010–2019), Nawrócenia św. Pawła w Poznaniu (2019–2021) i Najświętszego Zbawiciela w Poznaniu (od 2021).
W kurii poznańskiej objął funkcje członka rady formacji kapłanów i kuratora osób duchownych podejrzanych, oskarżonych, skazanych lub uniewinnionych za przestępstwo wykorzystania seksualnego nieletnich poniżej osiemnastego roku życia lub niepełnosprawnych. W 2023 został mianowany kanonikiem honorowym Kapituły Kolegiackiej w Poznaniu.